# Nie ja
Nie ja (oryg. Not I, fr. Pas Moi) – sztuka teatralna autorstwa Samuela Becketta napisana po angielsku w marcu 1972 roku. Tekst po raz pierwszy został opublikowany w Wielkiej Brytanii w 1973 Premiera spektaklu odbyła się 22 listopada 1972 w Forum Theatre w Nowym Jorku. Reżyserem był Alan Schneider, a aktorami Jessica Tandy, oraz Henderson Forsythe.

## Osoby dramatu
- Usta - aktorka umieszczona w głębi po prawej stronie, trzy metry nad poziomem sceny. Tylko jej usta są oświetlone snopem światła. Reszta ciała pozostaje w mroku. Jest narratorką dramatu.
- Słuchacz - stoi na proscenium po lewej stronie na niewidocznym podium o wysokości półtora metra. Ubrany jest w długą szatę, a głowę ma przykrytą kapturem. Widz nie widzi jego twarzy. W trakcie pauz wykonuje trzy razy krótki gest, który polega na uniesieniu ramion i opuszczeniu ich z powrotem.

## Opis dramatu
Usta opowiadają historię życia starszej już kobiety, która po urodzeniu została porzucona przez matkę. W dzieciństwie doświadczyła traumatycznego przeżycia, choć w narracji nie zostało sprecyzowane na czym ono dokładnie polegało. W wyniku szoku dziewczynka stała się niema, pominąwszy sporadyczne wybuchy słowotoku następujące zawsze zimą. Jeden z tych wybuchów zawiera właśnie tekst, który słyszą widzowie. Kobieta była przekonana, że jej nieszczęście jest powodem kary za grzechy. Usta opowiadają o kilku wydarzeniach z jej życia. Między innymi o przechadzce po łące w poszukiwaniu pierwiosnków, oraz o tym jak siedziała skulona na pagórku i przypatrywała się swojej dłoni. Drugie wydarzenie zostało zainspirowane prawdziwym miejscem. Chodzi tu o pagórek w pobliżu toru wyścigowego w Leopardstown. Usta należą do kobiety której dotyczy opowieść i wypowiada się w trzeciej osobie.